# Фороглова къща
 Тази статия е за жилищната сграда.  За хотела вижте Фороглова къща (хотел).  За стоата вижте Стоа „Фороглу“.
Форогловата къща (на гръцки: Μέγαρο Φόρογλου) е историческа постройка в град Солун, Гърция.

## Местоположение
Сградата е разположена на улица „Агиос Димитриос“ № 59, на кръстовището с улица „Стефанос Драгумис“.

## История
В морфологично отношение се характеризира към края на 20-те години на XX век. Построена е за жилищна сграда, която все още се използва по предназначение и е запазена в добро състояние. От надпис над главната врата се разбира, че принадлежи на семейство Фороглу, собственици на едноименната стоа и едноименния хотел. Обявена е за паметник на културата в 1983 година.

## Архитектура
Състои се от приземен етаж преустроен в магазини и още три етажа. Фасадите са организирани с вертикални зони с отвори. Има тристранно разделяне на основа (партер), ствол (етажи) и корона. Интересни елементи в постройката са влиянията на ар деко, сред които парапетите на балконите, сводеста метална входна врата и други, но и неокласическите елементи - хоризонтално релефна декоративна лента с меандри, преминаващи през фасадата, бразди, парапетът.